# 50e corps d'armée (Allemagne)
Pour les articles homonymes, voir 50e corps.
Le 50e corps d'armée (en allemand : L. Armeekorps) était un corps d'armée de l'armée de terre allemande, la Heer, au sein de la Wehrmacht pendant la Seconde Guerre mondiale.

## Hiérarchie des unités
| Nom          | Nbre d'hommes       | Unités subalternes                | Grade de commandement                 |
| ------------ | ------------------- | --------------------------------- | ------------------------------------- |
| Heeresgruppe | + 300 000           | 2 à + Armeen (armées)             | Generaloberst ou Generalfeldmarschall |
| Armee        | + 100 000 - 300 000 | 2 à + Armeekorps (corps d'armées) | General ou Generaloberst              |
| Armeekorps   | + 30 000 - 80 000   | 2 à + Divisionen (division)       | Generalleutnant ou General            |
| Division     | + 10 000 – 20 000   | 2 à 6 Brigaden (brigade)          | Generalmajor ou Generalleutnant       |
| Brigade      | + 3 000 – 5 000     | jusqu'à 3 Regimentern (régiment)  | Oberst ou Generalmajor                |

## Historique
Le 50e corps d'armée a été créé le 8 octobre 1940 dans le Wehrkreis V.

Entre avril et juillet 1944, il prend le nom de Gruppe Wegener.

## Organisation

### Commandants successifs
| Date                                | Grade                     | Commandant                                      |
| ----------------------------------- | ------------------------- | ----------------------------------------------- |
| 8 octobre 1940-19 janvier 1942      | General der Kavallerie    | Georg Lindemann                                 |
| 19 janvier 1942-3 mars 1942         | General der Kavallerie    | Philipp Kleffel                                 |
| 3 mars 1942-20 juillet 1942         | General der Infanterie    | Herbert von Böckmann                            |
| 20 juillet 1942-17 septembre 1943   | General der Kavallerie    | Philipp Kleffel                                 |
| 17 septembre 1943-24 septembre 1944 | General der Infanterie    | Wilhelm Wegener                                 |
| 24 septembre 1944-24 octobre 1944   | Generalleutnant           | Hans Boeckh-Behrens                             |
| 25 octobre 1944-11 avril 1945       | General der Gebirgstruppe | Friedrich-Jobst Volckamer von Kirchensittenbach |
| 12 avril 1945-8 mai 1945            | Generalleutnant           | Erpo von Bodenhausen                            |

### Chef des Generalstabes
| Date                         | Grade               | Commandant                  |
| ---------------------------- | ------------------- | --------------------------- |
| 25 octobre 1940-25 juin 1943 | Oberst i.G.         | Rudolf Sperl                |
| 25 juin 1943 - Avril 1944    | Oberst i.G.         | Kurt Spitzer                |
| Avril 1944-octobre 1944      | Oberstleutnant i.G. | Werner Richter              |
| Octobre 1944-mai 1945        | Oberst i.G.         | Ernst-Friedrich Langenstraß |

### 1. Generalstabsoffizier (Ia)
| Date                           | Grade      | Commandant                                                 |
| ------------------------------ | ---------- | ---------------------------------------------------------- |
| 8 octobre 1940-24 février 1942 | Major i.G. | Hans Refior                                                |
| 25 février 1942-octobre 1942   | Major i.G. | Klaus Hocheisel                                            |
| Octobre 1942-mars 1943         | Major i.G. | Horst Ogilvie                                              |
| Mars 1943-septembre 1943       | Major i.G. | Heinrich Graf von Strachwitz von Grosszauche und Camminetz |
| Septembre 1943-juillet 1944    | Major i.G. | Burkhard Freiherr von Loeffelholz von Colberg              |
| Juillet 1944-janvier 1945      | Major i.G. | Günter Goebel                                              |
| Janvier 1945-mai 1945          | Major i.G. | Bernd Bosselmann                                           |

## Théâtres d'opérations
- Allemagne : octobre 1940-avril 1941
- Balkans : avril 1941-juin 1941
- Front de l'Est secteur Nord : juin 1941-octobre 1944
- Poche de Courlande : octobre 1944-mai 1945

## Ordre de batailles

### Rattachement d'armées
| Date      | Armée                   | Groupe d'armées           |
| --------- | ----------------------- | ------------------------- |
| 1940      |                         |                           |
| Novembre  | 2e armée                | Groupe d'armées C         |
| 1941      |                         |                           |
| Janvier   | BdE                     | Groupe d'armées C         |
| Mars      | 12e armée               | OKH                       |
| Juin      | BdE                     |                           |
| Juillet   | z. Vfg.                 | Groupe d'armées Nord      |
| Juillet   | 16e armée               | Groupe d'armées Nord      |
| Août      | 9e armée                | Groupe d'armées Centre    |
| Septembre | Panzergruppe 4          | Groupe d'armées Nord      |
| Octobre   | 18e armée               | Groupe d'armées Nord      |
| 1942      |                         |                           |
| Janvier   | 18e armée               | Groupe d'armées Nord      |
| Octobre   | 11e armée               | OKH                       |
| Novembre  | 18e armée               | Groupe d'armées Nord      |
| 1943      |                         |                           |
| Janvier   | 18e armée               | Groupe d'armées Nord      |
| 1944      |                         |                           |
| Janvier   | 18e armée               | Groupe d'armées Nord      |
| Avril     | 16e armée               | Groupe d'armées Nord      |
| Juillet   | 18e armée               | Groupe d'armées Nord      |
| Octobre   | 16e armée               | Groupe d'armées Nord      |
| Novembre  | Armee-Abteilung Kleffel | Groupe d'armées Nord      |
| Décembre  | 16e armée               | Groupe d'armées Nord      |
| 1945      |                         |                           |
| Janvier   | 16e armée               | Groupe d'armées Nord      |
| Février   | 16e armée               | Groupe d'armées Courlande |
| Mars      | 18e armée               | Groupe d'armées Courlande |

### Unités subordonnées
31 juillet 1941
- 253. Infanterie-Division
- 251. Infanterie-Division

3 septembre 1941
- Polizei-Division
- 269. Infanterie-Division

4 décembre 1941
- 121. Infanterie-Division
- SS-Polizei-Division
- 58. Infanterie-Division
- 269. Infanterie-Division
- 122. Infanterie-Division

2 janvier 1942
- 96. Infanterie-Division
- 8e Panzerdivision
- 121. Infanterie-Division
- SS-Polizei-Division
- 58. Infanterie-Division

6 février 1942
- 121. Infanterie-Division
- 122. Infanterie-Division
- SS-Polizei-Division
- 58. Infanterie-Division

10 mars 1942
- 121. Infanterie-Division

24 juin 1942
- 5e division de montagne
- SS-Freiwilligen-Legion Norwegen
- 385. Infanterie-Division
- 285. Sicherungs-Division
- 225. Infanterie-Division
- 212. Infanterie-Division

9 juillet 1942
- 225. Infanterie-Division
- 212. Infanterie-Division
- Kampfgruppe Jeckeln
- 5e division de montagne
- SS-Polizei-Division
- 121. Infanterie-Division
- SS-Freiwilligen-Legion Norwegen

14 août 1942
- 225. Infanterie-Division
- 58. Infanterie-Division
- 215. Infanterie-Division
- 2. SS-Brigade
- 121. Infanterie-Division
- SS-Polizei-Division
- 12e Panzerdivision
- SS-Freiwilligen-Legion Norwegen

2 septembre 1942
- 2. SS-Brigade
- 58. Infanterie-Division
- 225. Infanterie-Division
- 121. Infanterie-Division
- SS-Polizei-Division
- 215. Infanterie-Division
- SS-Freiwilligen-Legion Norwegen

8 octobre 1942
- 2. SS-Brigade
- 58. Infanterie-Division
- 225. Infanterie-Division
- 215. Infanterie-Division
- Infanterie-Regiment 385
- SS-Freiwilligen-Legion Norwegen

14 novembre 1942
- 225. Infanterie-Division
- 58. Infanterie-Division
- 215. Infanterie-Division
- 2. SS-Brigade
- 9. Flak-Brigade

22 décembre 1942
- 2. SS-Brigade
- 215. Infanterie-Division
- 9. Luftwaffen-Feld-Division
- 10. Luftwaffen-Feld-Division

1er janvier 1943
- 2. SS-Brigade
- 215. Infanterie-Division

24 janvier 1943
- 2. SS-Brigade
- 215. Infanterie-Division
- 250. Infanterie-Division

8 février 1943
- 2. SS-Brigade
- 215. Infanterie-Division
- 250. Infanterie-Division
- SS-Polizei-Division

24 février 1943
- 2. SS-Brigade
- 215. Infanterie-Division
- 250. Infanterie-Division
- SS-Polizei-Division
- 212. Infanterie-Division
- 24. Infanterie-Division

1er mars 1943
- 2. SS-Brigade
- 215. Infanterie-Division
- 250. Infanterie-Division
- SS-Polizei-Division
- Gruppe Heun
- 24. Infanterie-Division

9 avril 1943
- 170. Infanterie-Division
- 215. Infanterie-Division
- 2. SS-Brigade
- 250. Infanterie-Division

1er mai 1943
- 170. Infanterie-Division
- 215. Infanterie-Division
- 23. Infanterie-Division
- 250. Infanterie-Division

1er juin 1943
- 250. Infanterie-Division
- 170. Infanterie-Division
- 215. Infanterie-Division

5 septembre 1943
- 250. Infanterie-Division
- 170. Infanterie-Division
- 126. Infanterie-Division

8 novembre 1943
- 10. Feld-Division (L)
- 9. Feld-Division (L)
- 126. Infanterie-Division
- 170. Infanterie-Division
- 215. Infanterie-Division
- 81. Infanterie-Division

3 décembre 1943
- SS-Polizei-Division
- 10. Feld-Division (L)
- 9. Feld-Division (L)
- 126. Infanterie-Division
- 170. Infanterie-Division
- 215. Infanterie-Division

26 décembre 1943
- 215. Infanterie-Division
- 170. Infanterie-Division
- 126. Infanterie-Division

1er février 1944
- 215. Infanterie-Division
- 212. Infanterie-Division (Kampfgruppe)
- 121. Infanterie-Division
- 11. Infanterie-Division
- 24. Infanterie-Division

3 mars 1944
- 207. Sicherungs-Division
- 12. Feld-Division (L)
- 24. Infanterie-Division

15 avril 1944
- VI. SS-Freiwilligen-Armeekorps
- 83. Infanterie-Division
- 23. Infanterie-Division
- 13. Feld-Division (L)
- 218. Infanterie-Division

15 mai 1944
- 69. Infanterie-Division (Armeereserve)
- 83. Infanterie-Division
- 132. Infanterie-Division
- 218. Infanterie-Division

14 avril 1944
- VI. SS-Armeekorps
- 83. Infanterie-Division
- 218. Infanterie-Division
- 13. Luftwaffen-Feld-Division
- 23. Infanterie-Division
- 12e Panzerdivision

1er mai 1944
- 83. Infanterie-Division
- 32. Infanterie-Division
- 218. Infanterie-Division
- 69. Infanterie-Division
- 23. Infanterie-Division

15 mai 1944
- 83. Infanterie-Division
- 132. Infanterie-Division
- 218. Infanterie-Division
- 69. Infanterie-Division (Armeereserve)

1er juin 1944
- 83. Infanterie-Division
- 132. Infanterie-Division
- 218. Infanterie-Division

14 juin 1944
- 83. Infanterie-Division
- 132. Infanterie-Division
- 218. Infanterie-Division

16 septembre 1944
- 126. Infanterie-Division
- 122. Infanterie-Division
- 32. Infanterie-Division

13 octobre 1944
- 290. Infanterie-Division
- 281. Sicherungs-Division

5 novembre 1944
- 24. Infanterie-Division
- 122. Infanterie-Division
- 12. Feld-Division (L)
- 389. Infanterie-Division

31 décembre 1944
- 24. Infanterie-Division
- 290. Infanterie-Division
- 389. Infanterie-Division
- 122. Infanterie-Division

1er mars 1945
- 205. Infanterie-Division
- 225. Infanterie-Division
- 11. Infanterie-Division

12 avril 1945
- 11. Infanterie-Division
- 290. Infanterie-Division

## Sources
- L. Armeekorps sur Lexikon-der-wehrmacht.de